# Xantholopha purpurascens
Xantholopha purpurascens är en fjärilsart som beskrevs av William Schaus 1899. Xantholopha purpurascens ingår i släktet Xantholopha och familjen björnspinnare. Inga underarter finns listade i Catalogue of Life.